# Fallhöhe (Wasserbau)

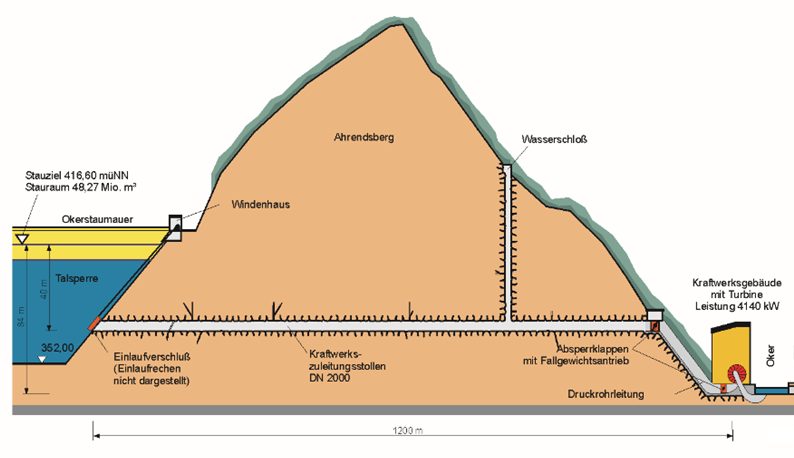
Die Fallhöhe am Wasserkraftwerk stellt den Höhenunterschied zwischen dem Oberwasserstand (links) und den Unterwasserstand (rechts) dar

Der Begriff Fallhöhe (auch als Stauhöhe bezeichnet) aus dem Wasserbau bezeichnet die Differenz zwischen Ober- und Unterwasser einer Fallstufe, z. B. eines Wehres, einer Schleuse oder eines Wasserkraftwerkes. Technisch ausgedrückt ist es die senkrechte Höhendifferenz zwischen den Bezugshorizonten, die für die Wasserkraftnutzung egal welcher Art wichtig sind.

## Fallhöhe einer Schiffsschleuse

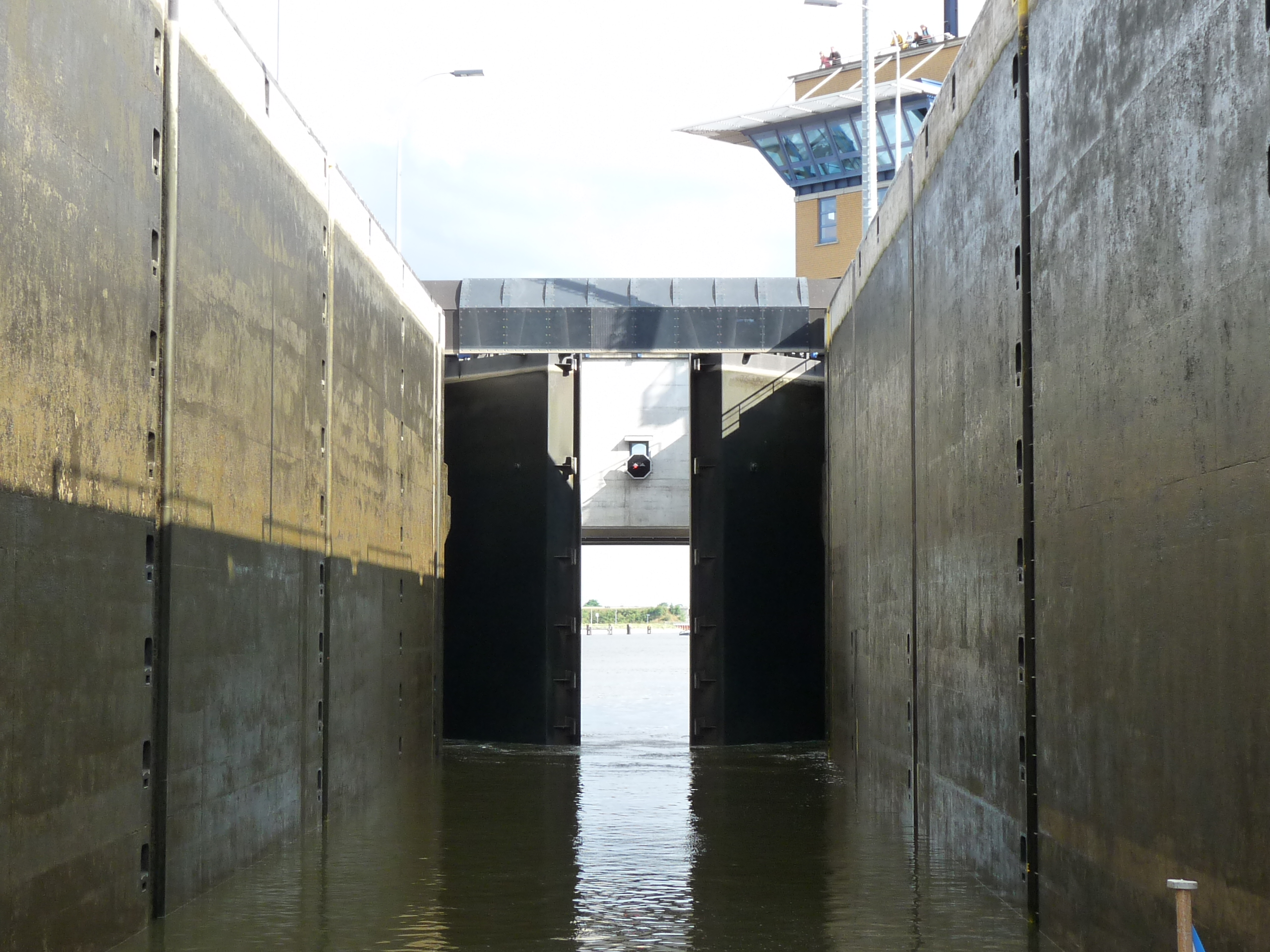
Fallhöhe der Schleuse Rothensee, erkennbar an der Schleusenwand

Bei Schleusen bezeichnet die Fallhöhe oder auch Hubhöhe den Mittelwert des Höhenunterschiedes des Oberwassers über NHN zum Unterwasser der Schleuse über NHN.

## Konstruktionsfallhöhe
Die Konstruktionsfallhöhe bezeichnet die ursprüngliche Höhendifferenz, für die eine Turbine konstruiert worden ist. Dies ist die kleinste Fallhöhe, bei der der Ausbaudurchfluss gerade noch verarbeitet werden kann. Eine Turbine wird für ein bestimmtes Schluckvermögen und eine bestimmte Fallhöhe ausgelegt. Diese Werte finden sich im Datenblatt der Turbine. Sie kann jedoch in gewissen Grenzen auch unter anderen Fallhöhenverhältnissen betrieben werden.
Mit Fallhöhe wird im allgemeinen Gebrauch die Roh- bzw. Bruttofallhöhe bezeichnet. Diese ergibt sich aus der Höhendifferenz zwischen dem Ober- und dem Unterwasserspiegel bei Überdruckturbinen bzw. dem Mittelwert der Berührpunkte zwischen Strahlachsen und Strahlkreisdurchmesser bei Peltonturbinen.
Hingegen bildet die Nutz- bzw. Nettofallhöhe die Differenz der Energiehöhen zwischen Ein- und Austrittsquerschnitt der Turbine;

die Nettofallhöhe berücksichtigt die Reibungs- und Formverluste in den Triebwasserleitungen von Hochdruckanlagen sowie die Einlaufverluste an der Triebwasserfassung.

Da die Energieausbeute einer Wasserkraftanlage im Wesentlichen vom Zufluss und der Nettofallhöhe abhängt, kommt dem Begriff der Fallhöhe eine besondere Bedeutung zu.

Häufig wird für Fallhöhe auch der Begriff Gefälle verwendet.